# هاريس بارتون
هاريس بارتون (بالإنجليزية: Harris Barton)‏ هو لاعب كرة قدم أمريكية أمريكي، ولد في 19 أبريل 1964 في ساندي سبرينغز في الولايات المتحدة.

## وصلات خارجية
- هاريس بارتون على موقع مرجع كرة القدم المحترفة.كوم (الإنجليزية)